# Diahogna
Diahogna Roewer, 1960 è un genere di ragni appartenente alla famiglia Lycosidae.

## Distribuzione
Le 4 specie note di questo genere sono state reperite in Australia: la D. exculta è stata rinvenuta anche in Nuova Caledonia.

## Tassonomia
Le caratteristiche di questo genere sono state definite dall'analisi degli esemplari tipo Lycosa martensi (Karsch, 1878).
Posto in sinonimia con Trochosa C.L. Koch, 1847 da un lavoro di Guy del 1966 e da un altro di McKay (1979e), ne è stato rimosso a seguito di un lavoro dell'aracnologo Framenau (2006a).
Non sono stati esaminati esemplari di questo genere dal 2006.
Attualmente, a gennaio 2017, si compone di 4 specie:
- Diahogna exculta (L. Koch, 1876) — Nuovo Galles del Sud (Australia), Nuova Caledonia
- Diahogna hildegardae Framenau, 2006 — Nuovo Galles del Sud (Australia), Victoria
- Diahogna martensi (Karsch, 1878)[2] — Nuovo Galles del Sud (Australia), Victoria, Australia meridionale, Tasmania
- Diahogna pisauroides Framenau, 2006 — Territorio del Nord (Australia)